# Tordesillas
Pour les articles homonymes, voir Tordesillas (homonymie).
Tordesillas est une municipalité de la province de Valladolid dans la communauté autonome de Castille-et-León en Espagne.

## Étymologie et origines
La ville apparaît dans les documents du haut Moyen Âge sous le nom de Oterium de Sellis, « Otero » signifiant « montagne ». Le toponyme fait donc référence à une position géographique particulière sur une petite colline. C'est d'ailleurs cette dernière caractéristique qui semblerait être à l'origine de cette ville qui fut d'abord un rocher fortifié stratégique pour surveiller les terres environnantes.

## Histoire
Le nom de la ville apparaît ensuite vers 939 lorsque Abderramán III, accompagné d'une armée de 100 000 hommes, perdit une bataille contre les Rois de León et de Navarre faisant passer les territoires de Tordesillas et de Zamora sous domination des rois chrétiens (une domination disputée et qui ne fut définitive qu'en 995).
Jeanne Ire de Castille, connue sous le nom de Jeanne la Folle, fut emprisonnée à Tordesillas en 1509 jusqu’à sa mort en 1555.

### Traité de Tordesillas (1494)
À partir du bas Moyen Âge, la ville est le décor de nombreux évènements politiques. Un des plus emblématiques est la signature du traité de Tordesillas en 1494 entre la couronne de Castille et celle du Portugal. Le traité met fin à la guerre de succession entre les deux royaumes et organise le droit de conquête et de navigation dans l'océan Atlantique.

## Sites et patrimoine
Les édifices notables de la commune sont :

### Patrimoine militaire
- Murailles (es).

### Patrimoine religieux
- Monastère royal Sainte-Claire (es).
- Église Sainte-Marie (es).
- Église-musée Saint-Antonin (es), musée d'art sacré.
- Église Saint-Jacques.
- Église Saint-Jean-Baptiste
- Église Saint-Pierre.
- Chapelle de las Angustias.
- Chapelle Notre-Dame de la Peña.
- Chapelle Saint-Vincent.

### Patrimoine civil
- Maisons du traité de Tordesillas (es).
- Plaza mayor.
- Pont médiéval.
- Exposition permanente Grandes Miniaturas / Patio de las Maquetas.
- Hôpital de Peregrinos.
- Hôpital Mater Dei.
- Marché du Moyen Âge.
- Musée del Farol.
- Musée del Tratado de Tordesillas.
- Musée et centre pédagogique del Encaje de Castilla y León.

## Fête

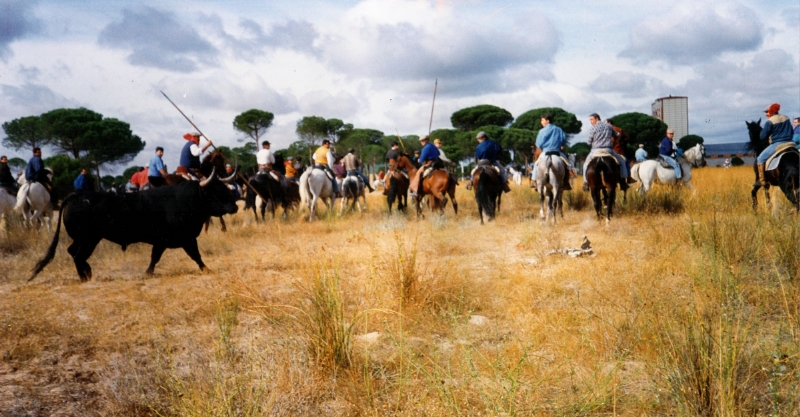
Le tournoi du toro de la Vega

La fête la plus importante commence le 8 septembre de chaque année en l'honneur de la Vierge de la Peña (« rocher » en espagnol) dont l'ermitage se trouve de l'autre côté de la rivière. Le samedi soir, tous les peñas (sorte d'associations d'amis ou de quartier qui se réunissent dans le but de préparer les fêtes ou leur participation à celles-ci) parcourent la ville avec leur respective fanfare et une lanterne dont la plus belle reçoit un prix chaque année. Cette manifestation rappellerait les rondes de garde sur les anciennes murailles.
S'ensuivent plusieurs jours de fêtes qui culminent le mardi suivant avec le « Tournoi du taureau de la Vallée ». Le taureau est alors défié par des hommes à pied ou à cheval, un tournoi qui a ses propres règles et qui est unique en Espagne.

## Jumelages
- Setúbal (Portugal)
- Hagetmau (France)